# 郯子鴣
郯子鴣（たんしこ）は、郯の末代の君主。
『竹書紀年』の記載では、晋の烈公6年（周の威烈王12年、紀元前414年）、越王朱句が郯を討伐し、郯子鴣を捕虜とし、郯は滅亡したとある。
『歴代通鑑輯覧』の記載では、周の威烈王8年（紀元前418年）、越が郯を滅ぼした。この頃、莒が楚によって滅び、少昊の祭祀が絶えたとある。